# La Sirène de Veracruz
La Sirène de Veracruz est le quinzième album de la série de bande dessinée La Jeunesse de Blueberry de François Corteggiani (scénario), Michel Blanc-Dumont (dessin) et Claudine Blanc-Dumont (couleurs). Publié pour la première fois en 2006, c'est le dernier d'un diptyque.

## Résumé
Les deux premières pages dessinées reviennent sur les évènements contés dans l'album précédent de ce diptyque.
Dans un cauchemar, Blueberry voit une femme mexicaine, qu'il a rencontrée pour la première fois dans Le Boucher de Cincinnati, se faire capturer par des soldats français, puis tuer par le commandant de Saint Claude. Alors qu'il se réveille, le commandant apparaît dans sa cellule pour lui dire qu'il accepte son marché : « Si vous me disiez où se trouve cette fameuse machine [...] ? » Blueberry est prêt à le faire, mais ne veut pas tout révéler d'un seul coup.
À la mission fortifiée où est prisonnier Gatling, Homer lui fait un peu de conversation, le rassurant sur les capacités de Blueberry. Ce dernier retrouve Baumhoffer et le sergent Grayson pour faire rapport sur les derniers développements. Ses déplacements sont observés à la fois par des soldats français déguisés en civil et par un Mexicain. Près de la mission, Baumhoffer observe les va-et-vient et indique qu'il y a du nouveau. En effet, Snake a découvert que Homer n'est pas sourd et muet, et le bat violemment. Traîné hors de la cellule où travaille Gatling, d'autres hommes battent Homer pour l'inciter à parler. Gatling, armé d'un pistolet qu'il a pris à un soldat sudiste, exige que Homer ne soit plus battu, mais le colonel qui mène les ravisseurs demande une bonne raison. Après quelques affrontements, Gatling renonce à s'imposer.
Plus loin, Baumhoffer et les autres discutent de la situation. Blueberry suggère d'agir dès la nuit. Le sergent Grayson remarque que la « lune sera haute et pleine », ils seront trop visibles. Le prophète ajoute qu'il vaut mieux attendre l'aube, car « il tombera des trombes d'eau ». Blueberry affirme avoir un plan. De son côté, le commandant de Saint Claude s'informe de la surveillance effectuée par ses hommes : Baumhoffer et ses hommes « semblent attendre quelque chose ».
Au matin à la mission, Blueberry, conduisant un chariot, échange avec le colonel sudiste : « Je suis venu vous prévenir d'un grave danger ! » Snake est furieux, car il avait ordonné que personne n'entre dans la mission sans son autorisation. Il fait fouiller le chariot, mais ses hommes ne découvrent pas le sergent Grayson qui s'était caché sous la caisse. Insulté par les propos de Snake, Blueberry l'attaque et les deux en viennent à se battre.
Snake amène Blueberry dans une pièce de la mission, où le colonel sudiste le questionne sur les motifs qui l'ont amené à venir le voir. Blueberry y annonce la venue de soldats français au courant de la présence de Gatling. Il affirme que ces soldats sont suffisamment nombreux et équipés pour effectuer un siège de longue durée. Devant la colère de Snake, qui ne peut croire à l'histoire de Blueberry, le colonel lui ordonne d'aller voir Gatling. Lorsqu'il est sur place, le sergent Grayson le menace d'un revolver, mais Snake contre-attaque et les deux en viennent à se battre, Snake prenant le dessus. Lorsque le colonel parvient sur place, il menace également Snake en colère. Toujours armé d'un revolver et sachant que le colonel ne tirera pas, Snake se tourne vers lui : « moi je ne crains pas de faire du bruit ». Homer l'assomme à l'aide d'un gourdin improvisé. Par la suite, Blueberry prend ses dispositions pour transporter Gatling et son invention hors des murs de la mission.
Snake, revenu à lui, tente de contrecarrer le projet, mais n'y parvient pas (par exemple, les sangles qui retiennent les selles des chevaux ont été coupées). Quelques instants plus tard, Snake fouille avec violence le bureau du colonel et y découvre la peinture d'un voilier : « The Mermaid » (« La Sirène », en anglais). À l'extérieur de la mission, plusieurs personnes ont observé les évènements.
Blueberry et ses compagnons, après avoir voyagé plusieurs heures sur des sentiers montagneux, font une halte pour changer les chevaux. Le colonel met en joue Blueberry et lui ordonne d'entrer dans « une cantina », où ils pourront discuter de leur « avenir commun ». Sur place, un soldat français désarme le colonel et les invite à attendre le commandant de Saint Claude. Une serveuse leur offre à boire, c'est la Mexicaine que Blueberry a connu dans Le Boucher de Cincinnati. Elle assomme le soldat à l'aide d'une cruche et ses compagnons mettent en joue tous les hommes sur place.
La femme explique qu'elle sait qu'ils ont en main « une arme terrifiante ». Près du village, le commandant de Saint Claude ordonne à ses hommes de donner l'assaut. Voulant protéger la Mexicaine, l'un des juaristes blesse le cheval du commandant de Saint Claude, ce qui incite les soldats français à cesser le feu. Blueberry et ses compagnons en profitent pour quitter précipitamment la place. Le commandant de Saint Claude ordonne de les poursuivre, mais Baumhauffer coupe leur élan en lançant des grenades en leur direction.
Ayant reconnu le colonel Parker parmi les fuyards, le commandant de Saint Claude affirme connaître leur destination. Plus loin, le colonel Parker explique pourquoi il a cru l'histoire de Blueberry. Il était de connivence avec le commandant de Saint Claude, car il croit que « le sud est perdu » même s'il utilise à son seul profit la Gatling. Il souhaite prendre sa retraite « [avec] assez d'or en poche pour ne pas vieillir trop vite ». 
Un juariste rejoint le camp et met en garde contre les soldats français à leur trousse. Soledad explique qu'ils doivent absolument emprunter « la passe del Blanco del Monte », tout comme les soldats français. Le prophète demande à Baumhoffer s'il possède encore des explosifs, ce qui est le cas. Il s'offre pour miner les parois de la passe, car il veut demeurer au Mexique. 
Quatre ou cinq jours plus tard, au port de Veracruz, les hommes s'apprêtent à débarquer la Gatling lorsque le colonel Parker est abattu par Snake. Ce dernier ordonne aux autres de sortir la machine du chariot et s'aperçoit qu'il s'agit d'une enclume. La Gatling, explique Blueberry, se trouve entre les mains des juaristes. Il s'ensuit différents combats et Homer entraîne Snake avec lui sous l'eau, d'où aucun ne ressort. Les survivants embarquent sur le voilier The Mermaid et quitte le Mexique. 
Plus tard, Baumhoffer fait son rapport à Pinkerton, lequel considère que la mission est un succès malgré le nombre de morts, car les sudistes n'ont pas l'arme et Gatling est « vivant et en lieu sûr ».

## Personnages principaux
- Blueberry : lieutenant de cavalerie nordiste tentant de récupérer une nouvelle arme secrète[17].
- Baumhoffer : homme travaillant pour le compte de Pinkerton[17].
- Homer : homme travaillant pour le compte de Pinkerton[17].
- sergent Grayson : homme travaillant pour le compte de Pinkerton[17].
- Richard Jordan Gatling : inventeur d'une nouvelle arme secrète[17].
- le prophète : vieil homme qui aide les hommes de Pinkerton[18].
- colonel Parker[2] : officier sudiste à la tête des ravisseurs de Gatling.
- Snake : officier sudiste sans scrupule.
- Soledad San Miguel[1] : femme à la tête d'une faction juariste.
- commandant de Saint Claude : officier français à la tête d'un contingent militaire et à la recherche de l'arme de Gatling[19].